# 梅森鎮區 (愛荷華州泰勒縣)
梅森鎮區（英語：Mason Township）是位於美國愛荷華州泰勒縣的一個行政鎮區。

## 地方資料
根據2010年美國人口普查的數據，梅森鎮區的面積為83.51平方千米，當中陸地面積為83.14平方千米，而水域面積為0.37平方千米。當地共有人口164人，而人口密度為每平方千米1.96人。